# 마르턴 파스
마르턴 빈센트 파스(네덜란드어: Maarten Vincent Paes, 1998년 5월 14일 ~ )는 미국 메이저 리그 사커의 FC 댈러스에서 골키퍼로 활약하고 있는 네덜란드 태생 인도네시아의 프로 축구 선수로 인도네시아 국가대표팀의 일원으로도 활동 중이다.

## 구단 경력

### NEC
2017-18 시즌, 파스는 NEC에서 요리스 델레의 백업 골키퍼로 활약했다.

### 위트레흐트
2018년, 파스는 FC 위트레흐트에 입단하여 데이비드 젠슨과 닉 마스먼의 뒤를 이어 예비 골키퍼가 되었다. 2018년 8월 19일, 그는 PEC 즈볼러와의 홈 경기에서 2-0으로 승리하며 클럽 데뷔 전을 치렀다. 파스는 젠슨이 아파서 출전할 기회가 주어졌고 마스먼은 부상으로 결장했다. 2018-19년 시즌 동안 용 FC 위트레흐트에서 여러 경기를 뛰었지만, 이 경기는 그가 1군에서 치른 유일한 경기였다.
2019-20년 시즌이 시작되자 파스는 놀랍게도 FC 위트레흐트의 주전 골키퍼가 되었다. 하지만 겨울 휴식기 동안 그는 약 6개월의 회복이 필요한 끔찍한 어깨뼈 부상을 입었다. 그 결과 FC 위트레흐트는 겨울 이적 시장에서 PSV의 예로엔 조엣을 6개월 동안 임대하기로 결정했다. 조엣은 시즌 초반 라르스 운너스탈에게 주전 자리를 빼앗겼다.

### FC 댈러스
2022년 1월 20일, 파스는 6개월 임대로 메이저 리그 사커의 FC 댈러스에 합류했다. 2022년 6월 24일, 댈러스는 이적을 영구화할 수 있는 옵션을 행사했다.

## 국가대표팀 경력
파스는 2016년 UEFA U-19 축구 선수권 대회와 2017년 UEFA U-19 축구 선수권 대회에 모두 네덜란드 U-19 국가대표팀으로 출전했지만, 야니크 판 오시와 저스틴 베일로의 백업으로 각각 출전하지는 못했다.
파스는 케디리에서 태어난 할머니를 통해 인도네시아를 대표할 자격이 있었다. 2024년 4월 30일, 파스는 귀화를 통해 인도네시아 시민권을 취득한 후 FIFA의 허가를 받아야만 국가대표로 출전할 수 있었다. 파스는 원래 22세의 나이로 네덜란드 U-21 국가대표팀을 대표해 21세 이상의 경쟁력 있는 수준으로 대표팀에 출전한 선수는 대표팀을 변경할 수 없다는 FIFA 규정에 부딪혀 자격이 없는 것으로 밝혀졌다. 8월 18일, 인도네시아 축구 협회의 에릭 토히르 회장은 오랜 과정 끝에 파스가 공식적으로 인도네시아 국가대표팀으로 출전할 자격이 있다고 선언했다.
2024년 9월, 파스는 2026 FIFA 월드컵 예선 전에 소집되었다. 그는 9월 5일, 사우디아라비아와의 경기에서 1-1 무승부를 기록하며 데뷔 전을 치렀다. 이 경기에서 파스는 페널티 박스 안에서 파울을 범했지만 살렘 알다우사리의 페널티킥을 막아냈다. 그 결과 파스는 경기 최우수 선수로 선정되었다. 2024년 9월 10일, 오스트레일리아와의 다음 경기에서 파스는 0-0 무승부를 기록하며 클린시트를 유지했다.

## 사생활
그의 외할머니는 네덜란드령 동인도라고 불렸던 동자와주 케디리에서 태어났다.
2024년 3월 8일, FC 댈러스는 마르턴 파스, 알렌 벨라스코, 치키 은사벨렝이 미국 영주권을 획득했다고 발표했다. 2024년 4월 30일, 파스는 공식적으로 인도네시아 국적을 취득했다.